# Дворжецький Владислав Вацлавович
Владисла́в Вацлавович Дворже́цький (26 квітня 1939 , Омськ  — 28 травня 1978 , Гомель ) — радянський актор.

## Біографія
Народився 26 квітня 1939 року в Омську в творчій родині. Мати Таїса Рей — балерина та хореограф, батько Вацлав Дворжецький — театральний актор.
В 1959 році закінчив Омське медичне училище.
В 1959—1961 роках проходив військову службу на Сахаліні в м. Аніва.
В 1964—1967 роках навчався в театральній студії при Омському дитячому театрі.
В 1967—1972 роках працював в Омському драматичному театрі.
В 1973 році працював в Київському театрі російської драми ім. Лесі Українки.
В 1976—1977 роках працював в Московському театрі кіноактора.
В 1977—1978 роках брав участь у виставах-антрепризах, поставлених Й. Копитманом.
В кіно знімався з 1969 року.
В 1969—1970 роках Дворжецький зіграв роль білогвардійського генерала Хлудова у фільмі «Втеча» за Булгаковим. Образ Хлудова став найвищою вершиною в творчості Владислава та продемонстрував його глибоку та неординарну особистість.
За 9 років роботи в кіно Дворжецький створив 18 неповторних кінообразів, серед яких — Бертон («Соляріс»), Ільїн («Земля
Санникова»), Гайдай («До останньої хвилини»), Нікітін («Назад повернення
немає»), Немо («Капітан Немо»), король Пилип («Легенда про Тіля»), Нік Реннет («Зустріч на далекому меридіані»).
Амплуа Дворжецького — глибокі філософські образи, вміння передавати тонкі психічні почуття. Влад дуже серйозно ставився до своєї роботи, був надзвичайно працьовитим, наперед продумував найменші деталі, глибоко вживався в роль.
Кінознавці говорили про Владислава Дворжецького:
– Сухий, інтелігентний, раціональний Дворжецький уміє лише одним поглядом передати драму збентеженої душі, передчуття катастрофи, сумну мудрість точного знання…
Будучи сильною та яскравою особистістю, Владислав і на екрані створював відповідних героїв, а найщасливішим періодом свого життя вважав навчання в омській театральній студії та зйомки в Україні, зокрема в Одесі та Білгород-Дністровському (робота над фільмом «Капітан Немо»).
Доля розпорядилася так, що актор Дворжецький прожив всього 39 років, але за своє коротке життя він зумів створити настільки величні та оригінальні образи, що в пам'яті нащадків він залишиться назавжди.
Помер Владислав Дворжецький 28 травня 1978 року від приступу гострої серцевої недостатності, похований в Москві на Кунцевському цвинтарі.
На могилі стоїть пам'ятник — бронзовий бюст на гранітному постаменті. Автор бюсту — одеський скульптор Олена Філатова.
В 1976 році режисер Олександр Свєшніков заснував власну кіностудію, якій в 1978 році дав ім'я Владислава Дворжецького.
Свєшніков сказав про Дворжецького: «У ХХІ столітті з'явилося нове покоління прихильників Владислава Дворжецького. Це люди, які народилися після смерті актора і дивилися його фільми не в кінотеатрах, а лише по телебаченню чи в Інтертнеті. Але і в сучасних глядачів враження від ролей Влада те ж саме — це екранний шок. Цей шок пояснються не тільки глибоким талантом Дворжецького, але і його неймовірною магією… Звичайно, Влад чудовий в будь-якій ролі!.. Та все-таки його дар, своєрідна зовнішність і магічна привабливість найкраще розкривалися в історичних персонажах, в містиці, фантастиці».

## Ролі
- 1971 — Хлудов («Втеча» за Михайлом Булгаковим).
- 1971 — Карабанов («Повернення „Святого Луки“»)
- 1972 — Бертон («Соляріс» за Станіславом Лемом)
- 1973 — Ільїн («Земля Санникова»)
- 1973 — Радукан («Зарубки на пам'ять»)
- 1973 — Руднєв («За хмарами небо»)
- 1974 — Нікітін («Назад повернення немає»)
- 1974 — Львов («Відкрита книга»)
- 1975 — Хольц («Єдина дорога»)
- 1977 — король Пилип («Легенда про Тіля»)
- 1978 — імператор Олександр («Юлія Вревська»)
- 1978 — Нік Реннет («Зустріч на далекому меридіані»)
- 1978 — Микола Лобанов («Однокашники»)

Знявся в українсько-радянских кінокартинах:
- «До останньої хвилини» (1974, Ярослав Гайдай)
- «Капітан Немо» (1976, т/ф, Немо)

## Премії
- 1975 — Державна премія УРСР імені Тараса Шевченка за художній фільм «До останньої хвилини» Одеської кіностудії (разом з автором сценарію Володимиром Бєляєвим, режисером-постановником Валерієм Ісаковим, виконавицею головної жіночої ролі Валерією Заклунною).

Фантастичний образ Галана був для Дворжецького наче генеральною репетицією перед фільмом «Капітан Немо» — і кіностудія та сама, і мова йде про національно-визвольну боротьбу.
Олександр Свєшніков говорив про свого улюбленого актора: «Влад не був святим, і не треба створювати з нього ікону, як це часто робить жіноча половина його прихильників. Дворжецький був геніальним актором та унікальною людиною, але він був живим. І як всі живі люди, допускався помилок. Однією з таких помилок була його згода на роль Галана у фільмі „До останньої хвилини“. Тоді, в 70-х роках, переважна більшість радянських людей жила в атмосфері соціалістичної ідеології і сприймала її спокійно. Влад теж сприймав її спокійно і не виділявся в цьому із оточення, а свого героя вважав позитивним».